# Arctosa swatowensis
Arctosa swatowensis är en spindelart som först beskrevs av Embrik Strand 1907.  Arctosa swatowensis ingår i släktet Arctosa och familjen vargspindlar. Inga underarter finns listade i Catalogue of Life.